# D4エンタープライズ
株式会社D4エンタープライズ（ディーフォーエンタープライズ）はインターネットを利用したコンテンツ配信サービスの企画、開発、運営、販売を主な事業内容とする日本の企業。

## 概要
2001年11月24日に、現代表取締役の鈴木直人が、ボーステックの社内ベンチャーとしてレトロゲーム復刻・配信サービス「プロジェクトEGG」を発足。2004年3月3日に株式会社D4エンタープライズを設立し、同社からプロジェクトEGGの事業譲渡を受ける。以後、レトロゲームを中心としたデジタルコンテンツ配信事業を開始し、インターネットを利用したコンテンツ配信サービスの企画、開発、運営、販売、コンピューターソフトウェアの企画、開発を行っている。2004年9月よりゲームを中心にした総合エンターテインメントサイト『アミューズメントセンター』の運用を開始。WiiのバーチャルコンソールにおいてMSX、ネオジオのゲームタイトルを供給している。
また、かつて1チップMSXの通信販売も行われていた。
2013年3月28日発売のPlayStation Vita用ソフト『〜聖魔導物語〜』（発売元：コンパイルハート）にて、同社では初めて完全新作のパッケージゲームタイトルソフトの制作を行った。

## 過去のゲーム会社の著作物
2005年11月より、コンパイル及びアイキが所有していたゲームコンテンツの知的財産権・営業権を引き継いだ。ただし『ぷよぷよ』シリーズの権利は1998年のコンパイル経営破綻の際、セガ（後のセガグループ）に譲渡されているため、保有していない。コンパイルの企業キャッチコピー「の〜みそコネコネ」も2007年に商標登録している（第5082413号）。
その他、2006年10月よりボーステックが所有していたゲームコンテンツの知的財産権、2007年9月よりデータイーストが保有していたゲームコンテンツのうち『ロボコップ』関連タイトルの知的財産権、2013年3月よりハミングバードソフトが保有していたゲームコンテンツの知的財産権をそれぞれ取得している。
他に、『パカパカパッション』シリーズ（プロデュース）などいくつかのソフトの権利を所有している。
2010年10月28日、D4エンタープライズが管理する旧コンパイルが製作販売を行ったコンピューターゲームの著作権を、アイディアファクトリーの関連子会社である株式会社コンパイルハートへ許諾し、コンパイルハートが旧コンパイルのコンシューマゲームソフト（テレビゲーム）全般の営業権（開発・販売）をD4エンタープライズから取得（ライセンシー契約）したことが発表された。
2019年3月4日、ティーアンドイーソフト、クリスタルソフト、コスモスコンピューター、システムサコム、キャリーラボが所有していたゲームコンテンツの知的財産権を取得したことを発表した。

## コンパイルステーション
「の〜みそコネコネ コンパイルステーション」（COMPILE STATION）は、株式会社D4エンタープライズが運営するウェブサイト。元々は、D4エンタープライズの運営するオンラインゲームコーナー「アミューズメントセンター」内で、旧コンパイルのレトロゲームをまとめたコーナーとして存在していたものを、単独のウェブサイトとして独立させたもの。代表者は旧コンパイル社長であった仁井谷正充。旧コンパイルのPCゲームを遊べるほか、キャラクターを一新した『魔導物語』の描き下ろしウェブコミックが連載されている。